# Via della Lungara
Via della Lungara è una strada di Roma che collega via di Porta Settimiana e piazza della Rovere, nel rione Trastevere. Il cantante romano Renato Zero ha dedicato una canzone alla via chiamata Lungara, contenuta nell'album Artide Antartide.

## Nome
Inizialmente chiamata sub Janiculensis o sub jano, i pellegrini che giungevano a Roma per recarsi a San Pietro la conoscevano come via Sancta. Successivamente fu nota come via Julia, come l'omonima via dall'altra parte del Tevere, sebbene venne solamente sistemata da papa Giulio II (a iniziarla, infatti, fu Alessandro VI).
Infine, il nome fu cambiato in quello attuale per la sua lunghezza in rettifilo.

## Monumenti
Dal 1728 in via della Lungara sorgeva il manicomio di Santa Maria della Pietà, proseguimento dell'ospedale Santo Spirito. Ampliato nel 1867, fu demolito in occasione della realizzazione del lungotevere.

### Architetture religiose
- Chiesa di Santa Croce alla Lungara
- Chiesa di San Giacomo alla Lungara
- Chiesa di San Giuseppe alla Lungara
- Chiesa dei Santi Leonardo e Romualdo (scomparsa)

### Architetture civili
- Palazzo Torlonia
- Palazzo Corsini
- Villa Farnesina
- Carcere di Regina Coeli
- Palazzo Salviati

## Tradizione
A via della Lungara è legato un antico detto romano:
(Motto popolare romano)
Si riferisce ai tre scalini di ingresso del carcere di Regina Coeli: occorreva vivere la dura esperienza della galera e discendere, dunque, «er gradino der Coeli», per mostrarsi romano autentico e, al contempo, coraggioso.